# Chapelle Sainte-Croix de Douarnenez
La chapelle Sainte-Croix est un édifice situé à Douarnenez, en France.

## Localisation
La chapelle est située sur le territoire de la commune de Douarnenez, rue de Kerlouarnec, dans le département du Finistère, en région Bretagne.

## Historique
La chapelle est inscrite au titre des monuments historiques par arrêté du 11 mai 1932.